# بورگدورف (هانوفر)
شهر بورگدورف در ایالت نیدرزاکسن در کشور آلمان واقع شده است.